# Champ-de-Mars
Champ-de-Mars (fransk for Marsmarken) er en stor offentlig park i 7. arrondissement i Paris, mellem Eiffeltårnet og École militaire.
Navnet er hentet fra Marsmarken i Rom, som er opkaldt efter krigsguden Mars fordi der foregik militærøvelser dér.
Champ-de-Mars var stedet for en massakre under den franske revolution, den 17. juli 1791. Mange mennesker var samlet for at undertegne et opråb der ville afskaffe kongedømmet og erklære Frankrig for republik. General La Fayette gav da ordre til at angribe en folkemængde som havde samlet sig, og 50 mennesker blev dræbt og flere hundrede sårede.
Området har vært brugt til et stort antal verdensudstillinger og andre internationale udstillinger.
Champ-de-Mars er også navnet på en nedlagt metrostation ved Champ-de-Mars.